# Gerhard Frey

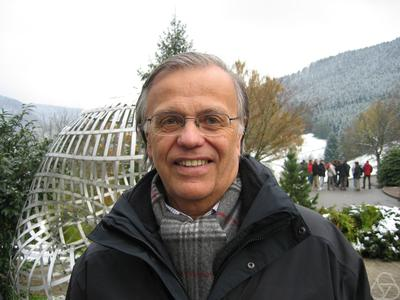
Gerhard Frey

Gerhard Frey (geboren 1944) is een Duitse wiskundige, die bekend is vanwege zijn werk aan de getaltheorie. Zijn Frey-kromme, een constructie van een elliptische kromme van een vermeende oplossing voor Fermats vergelijking, speelde een centrale rol in Wiles' bewijs van de laatste stelling van Fermat.
In 1985 wees Frey op een verband tussen de laatste stelling van Fermat en het vermoeden van Taniyama. Kort daarna werd dit verband door Kenneth Ribet gepreciseerd. Ribet bewees dat het vermoeden van Taniyama de laatste stelling van Fermat impliceerde. Zijn benadering bood Andrew Wiles in de jaren negentig een raamwerk voor een verdere succesvolle aanval op de laatste stelling van Fermat.

## Voetnoten
1. ↑  (en)  Piergiorgio Odifreddi,  The mathematical century: the 30 greatest problems of the last 100 years. Princeton University Press, 2006.
ISBN 0691128057;  blz 87
2. ↑  (en)  Richard Bernstein, Books of the Times; Following a Proof of Fermat's Theorem to the Far Horizon of Pure Reason. New York Times, 28 november, 1997.